# Psilonyx macropygialis
Psilonyx macropygialis là một loài ruồi trong họ Asilidae. Psilonyx macropygialis được Williston miêu tả năm 1901.